# Calle del Conde de Torrecedeira
La Calle del Conde de Torrecedeira es una vía urbana de la ciudad española de Vigo. Es una de las calles que recorren paralelas la línea costera de la urbe. Comienza en la calle de Santa Marta, y finaliza en la plaza de la Industria. Durante su recorrido se sitúan lugares clave de la ciudad como el campus homónimo, donde se localizan las facultades de Comercio e Ingeniería Industrial de la Universidad de Vigo, o el parque de Camilo José Cela. 
Recibe su nombre de Manuel Bárcena y Franco, el I Conde de Torrecedeira, un magnate anglo-vigués del siglo XIX.

## Urbanismo

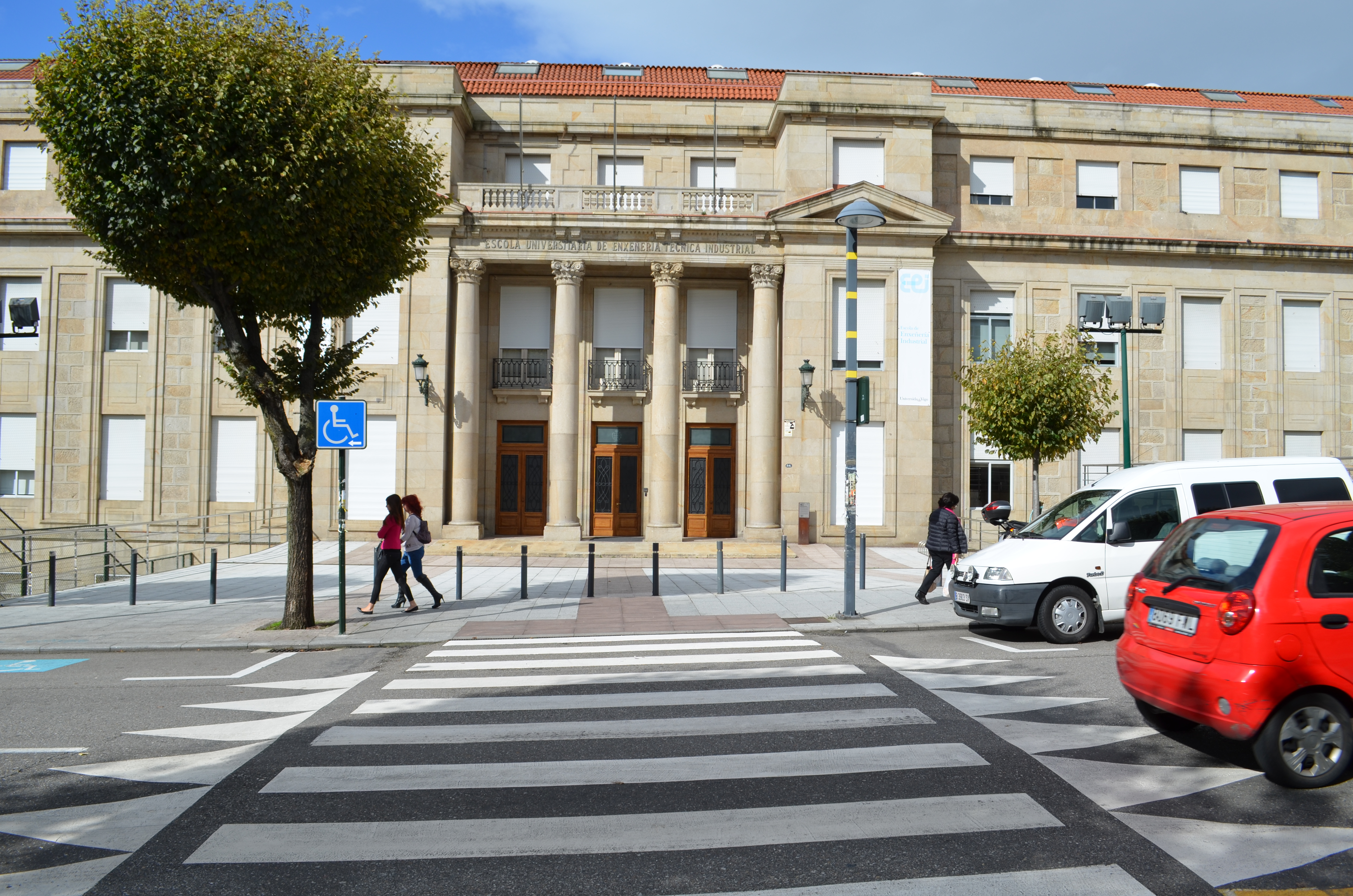
Edificio Sede de la Universidad de Vigo, en la calle conde de Torrecedeira.

La calle de Torrecedeira tiene una longitud de 1,4 kilómetros. Consta de dos carriles, uno en cada sentido. Comienza en la calle de Santa Ana, y discurre siguiendo la línea costera de la ciudad, comunicando el centro de la ciudad y el barrio del Cura con la plaza de Eugenio Fadrique, popularmente conocida como plaza de la Industria.
Durante su recorrido, atraviesa diferentes calles, la mayor parte de ellas pequeños callejones empinados que comunican con el Berbés, dado el desnivel de varios metros con respecto al mar en pocos metros.
En la calle de Torrecedeira se encuentra el segundo campus en importancia que tiene la Universidad de Vigo en la ciudad olívica después del Campus Universitario de Lagoas-Marcosende. En él se encuentran la Facultad de Comercio y la Escuela Técnica de Ingeniería Industrial. Destaca el edificio Sede Ciudad, construido por Jenaro de la Fuente Álvarez y que alberga el registro de la Universidad de Vigo, y en donde se imparten las ingenierías de Química Industrial, Tecnologías Industriales, Mecánica y Electrónica Industrial y Automática.
A lo largo del recorrido de la calle también se encuentra el parque de Camilo José Cela. Se trata de una zona verde de 7 000 metros cuadrados y construida por Agustín Arca. Durante el siglo XXI la calle fue objeto de diferentes humanizaciones. En 2009 fue una de las primeras vías en humanizarse, con fondos del Plan E y del Ministerio de Fomento para hacer frente a la crisis económica de aquellos años. La humanización consistió en la ampliación de las aceras y en la mejora de la red de abastecimiento, aunque no se modificaron los carriles o los espacios de aparcamiento.